# George Irwin
George Rankin Irwin (El Paso, 26 de fevereiro de 1907 — 9 de outubro de 1998) foi um engenheiro estadunidense.
É reconhecido principalmente nos campos da mecânica da fratura e resistência dos materiais.

## Condecorações
Irwin foi membro da Academia Nacional de Engenharia dos Estados Unidos e membro estrangeiro da Royal Society.
Adicionalmente, recebeu as seguintes condecorações:
- 1946 - Naval Distinguished Civilian Service Award
- 1947 - Knox College Alumni Achievement Award
- 1959 - ASTM Charles B. Dudley Medal
- 1960 - RESA Award for Applied Research
- 1961 - Ford Foundation Visiting Professorship, University of Illinois
- 1966 - ASTM Award of Merit
- 1966 - American Society of Mechanical Engineers (ASME) Thurston Lecture
- 1967 - Fellow, ASTM
- 1969 - University of Illinois Engineering Achievement Award
- 1969 - U. S. Navy Conrad Award
- 1969 - Alumni Achievement Award, University of Illinois
- 1973 - SESA Murray Lectureship Award
- 1974 - Lehigh University Academic Leadership Award
- 1974 - ASTM honorary member
- 1974 - American Society for Metals Sauveur Award
- 1976 - The Grande Medaille Award of the French Metallurgical Society of France
- 1977 - Medalha Nadai
- 1977 - B. J. Lazan Award from the Society for Experimental Mechanics
- 1977 - Honorary degree, doctor of engineering, Lehigh University
- 1977 - Election to the National Academy of Engineering
- 1978 - ASTM-Irwin Award
- 1979 - Francis J. Clamer Clauier Medal of the Franklin Institute
- 1982 - Governor’s Citation for Distinguished Service to Maryland
- 1982 - Tetmajer Award of the Technical University of Vienna, Austria
- 1985 - Fellow, Society for Experimental Mechanics
- 1986 - Medalha Timoshenko
- 1987 - ASM Gold Medal for Outstanding Contributions to Engineering and Science
- 1987 - Elected to foreign membership, British Royal Society
- 1988 - ASTM Fracture Mechanics Award and the George R. Irwin Medal
- 1989 - Honorary membership in Deutscher Verband für Material Prufung
- 1990 - Honorary membership in the American Ceramic Society
- 1990 - Albert Sauveur Lecture Award
- 1992 - George R. Irwin Research Award, University of Maryland
- 1993 - Engineering Innovation Hall of Fame at the University of Maryland
- 1998 - A. James Clark Outstanding Commitment Award University of Maryland
- 1998 - Appointed Glenn L. Martin Institute Professor of Engineering